# 裴宜理
裴宜理（英語：Elizabeth J. Perry，1948年9月9日—），美國中國政治和歷史學者。

## 生平
裴宜理1948年出生于上海，父母是在上海聖約翰大學當教授的美國聖公會傳教士。1950年，她的父母到日本東京立教大學教書，她在校園中度過少女時期。1966年，她回到美國纽约就讀威廉史密斯学院（現為霍巴特和威廉史密斯學院），1969年畢業。1971年，她在华盛顿大学獲得政治學硕士學位。1978年，她在安娜堡密歇根大學獲得政治學博士學位。
她是美國哈佛大學政府系亨利罗索夫斯基講座教授、哈佛燕京學社社长。
她是美國文理科學院院士，曾獲得古根漢獎學金，曾擔任亞洲研究學會主席。
裴宜理的研究主要集中在1845年後中國民眾抗議活動與基層政治行為。她的著作 Shanghai on Strike: The Politics of Chinese Labor（簡體字譯本《上海罢工：中國工人政治硏究》）榮獲1993年美國歷史學會費正清獎。

## 重要觀點
裴宜理主張，中共在中國大陸擊敗國民黨，除了意識型態、組織、社會結構的原因之外，還有一個常被忽視的原因：挑動群眾的情緒。情緒工作（emotion work）以抗議活動與政治文化為基礎，中共將它系統化，成為心理工作策略的一部份。
對革命傳統的不斷動員是中國共產黨獨特的能力，也是其合法性的重要來源。在中國很容易將愛國主義和革命傳統結合，因為中國革命傳統本身就是愛國主義和民族主義。不少中國人可能對中國政府有諸多不滿，但中國民眾會認為中國的政治體制是本土的，而非舶來品。

## 著作

### 英文著作
- Rebels and Revolutionaries in North China, 1845-1945 (1980)
- Chinese Perspectives on the Nien Rebellion (1981)
- The Political Economy of Reform in Post-Mao China (1985)
- Popular Protest and Political Culture in Modern China (1992)
- Shanghai on Strike (1993)
- Urban Spaces in Contemporary China: The Potential for Autonomy and Community in Chinese Cities (1995)
- Putting Class in Its Place: Worker Identities in East Asia (1996)
- Proletarian Power: Shanghai in the Cultural Revolution (1997)
- Danwei: The Changing Chinese Workplace in Historical and Comparative Perspective (1997)
- Chinese Society: Change, Conflict, and Resistance (2000)
- Challenging the Mandate of Heaven: Social Protest and State Power in China (2002)
- Changing Meanings of Citizenship in Modern China (2002)
- Patrolling the Revolution: Worker Militias, Citizenship and the Chinese State (2005)
- Grassroots Political Reform in Contemporary China (2007)
- Mao's Invisible Hand: The Political Foundations of Adaptive Governanace in China (2011)
- Anyuan: Mining China's revolutionary tradition (2012)

### 著作中譯本
- 裴宜理. . 由刘平翻译. 江苏人民出版社. 2001年  [2014-01-17]. ISBN 9787214029935. （原始内容存档于2014-06-26）.
- 裴宜理. . 由池子华; 刘平翻译. 商务印书馆. 2007年. ISBN 978-7-100-05316-7.
- 裴宜理. . 由閻小駿翻译. 香港: 香港大學出版社. 2014年. ISBN 978-988-8208-06-7.

## 外部連結
- . 天益思想库.   [2014-01-17]. （原始内容存档于2014-02-14）.